# فيل غوسلين
فيل غوسلين (بالإنجليزية: Philip Gosselin)‏ هو لاعب كرة قاعدة أمريكي، ولد في 3 أكتوبر 1988 في وست تشستر ‏ في الولايات المتحدة.

## وصلات خارجية
- فيل غوسلين على موقع دوري كرة القاعدة الرئيسي (الإنجليزية)
- فيل غوسلين على موقعبيزبول رفرنس.كوم (الدوري الرئيسي) (الإنجليزية)
- فيل غوسلين على موقعبيزبول رفرنس.كوم (الدوري الثانوي) (الإنجليزية)
- فيل غوسلين على موقع إي إس بي إن.كوم (أم.أل.بي) (الإنجليزية)
- فيل غوسلين على موقع مشجعي الرسوم البيانية (الإنجليزية)